# Кандаулезизм
Кандаулези́зм — форма половой перверсии, при которой мужчина получает половое наслаждение при демонстрации другим людям обнажённой партнёрши или её изображений (например, фотографий). Достаточно распространённый мотив в художественном творчестве. Получил название от имени лидийского царя Кандавла (др.-греч. Κανδαύλης), который, согласно легенде, показывал обнажённую жену своему телохранителю. Согласно рассказу Геродота, Кандавл, одержимый страстной любовью к своей жене Нисе (Геродот не упоминает её имени, оно взято из Птолемея Хенна), настолько гордился её красотой, что однажды приказал своему телохранителю Гигу подглядеть за ней, когда та, обнажённая, готовится отойти ко сну. Гиг неохотно спрятался за дверью и наблюдал за Нисой. После этого он быстро выскользнул из комнаты, что заметила царица, однако она ничего не сказала мужу. Однако царица заметила Гига и, поняв, что замысел принадлежал её супругу, на следующий день вызвала телохранителя к себе и предложила ему выбор: либо убить царя и жениться на ней, либо быть казнённым. Гиг после долгих колебаний выбрал первый вариант: он убил Кандавла, женился на царице и основал династию Мермнадов.
Кандаулезизм рассматривается как разновидность эксгибиционизма (наряду с фроттажем и триолизмом), как соединение эксгибиционизма с мазохизмом. При кандаулезизме сексуальное удовлетворение наступает с тайного, добровольного или вынужденного согласия жены, сексуальной партнёрши, «которая представляет огромную ценность, достигающую уровня фетишизации. Здесь неотъемлемую роль играет мазохистический компонент самоистязания». По наблюдению польского сексолога Казимежа Имелинского, при кандаулезизме задействуется тот же механизм, что и при эксгибиционизме, однако вместо фаллоса происходит демонстрация чего-то более собственного. Кроме того, такие действия обращены не к посторонним людям, а к знакомым, коллегам, и т. д. Имелинский предположил, что некоторые проявления кандаулезизма имели место у фламандского живописца Питера Пауля Рубенса, который писал свою жену обнажённой и выставлял картины с ней публично. Подобное поведение имело место и в творчестве французского кинорежиссёра Роже Вадима, часто снимавшего своих жён (Бриджит Бардо, Джейн Фонду) обнажёнными.